# Physochlaina macrocalyx
Physochlaina macrocalyx là loài thực vật có hoa trong họ Cà. Loài này được Pascher miêu tả khoa học đầu tiên năm 1909.